# Escobar (Paraguai)
Escobar é um distrito do Paraguai, Departamento Paraguarí. Possui uma população de 8.815 habitantes. Sua economia é baseada da agricultura.

## Transporte
O município de Escobar é servido pelas seguintes rodovias:
- Caminho em pavimento ligando a cidade de Villarrica (Departamento de Guairá) ao município de Paraguarí[1][2][3]